# Бег на 40 ярдов
Бег на 40 ярдов — тест проводящийся в Американском Футболе для оценки скорости игроков. 40 ярдов равняются 36.58 метрам. По этому тесту судят на какую позицию подойдет игрок обычно. Лучшие результаты в этом тесте показывают Running Backs, Wide Receivers и также Safety. Хоть 40 ярдов являются спринтом, но в легкой атлетике такой дистанции не существует. Хорошим результатом является время 4.5 секунды и лучше.

## Сравнение со спринтом из дисциплин легкой атлетики
В тесте время определяется электронным секундомером как и в легкой атлетике. Но в американском футболе игрок начинает бежать без команды, то есть время начинает идти с того момента, когда нога отрывается от земли в отличие от легкой атлетики, где старт начинается под стартовый выстрел и на стартовую реакцию обычно уходит от 0.14 до 0.17, что усложняет сравнение спринтеров и игроков в американский футбол. Так, например, Джакоби Форд (Wide Receiver) бежит 40 ярдов за 4.28 и 60 метров за 6.51, но Джастин Гатлин бежит 60 метров за 6.45, а 40 ярдов за 4.42 это указывает на то, что сравнение спринтеров и американских футболистов затрудненно.

## Рекорды
На данный момент лучшие официальное время 4.21 и принадлежит Триндону Холлидэю также 4.24 показали два игрока Регги Дум и Крис Джонсон. Хотя имеются не официальные данные что некоторые игроки выбегали из 4.2.